# ليون آدامز
ليون آدامز (بالإنجليزية: Leon Adams)‏ هو صحفي أمريكي، ولد في 1 فبراير 1905 في بوسطن في الولايات المتحدة، وتوفي في 12 سبتمبر 1995 في سان فرانسيسكو في الولايات المتحدة.